# Sant Andreu de Gréixer
L'església de Sant Andreu de Gréixer és una petita edificació romànica del poble de Gréixer, al municipi de Guardiola de Berguedà. Està situada als peus del Penyes Altes al parc Natural del Cadí-Moixeró.

## Història
L'acta de consagració de la primitiva església parroquial de Gréixer, va tenir lloc el 13 de desembre del 871 pel bisbe Guisard II d'Urgell, on queda constància que va ser edificada i dotada pel prevere Daguí: «el mateix bisbe va consagrar les donacions fetes pel prevere i pels homes de "Garaxer" (Gréixer) a l'església amb la clara intenció que es feien en remei de les seves ànimes». Entre les donacions de Daguí es trobaven una casa amb el seu hort i una altra per al seu ús com a casa rectoral.
El comte Guifré el Pilós va encarregar a Daguí la direcció del monestir de Santa Maria de Ripoll cap a l'any 880, sent el seu primer abat i el que va consagrar la seva església l'any 888. L'església de Sant Andreu, va formar d'aquesta manera, una de la primeres dotacions al monestir de Ripoll. Anys després, el 26 de juny del 899, la compra realitzada per Daguí d'unes vinyes situades a Gréixer, van passar a formar part també de les propietats del monestir.
La primera església del preromànica fou substituïda per l'actual edifici a mitjan segle xi i s'amplià al segle xii. Va seguint sent l'església parroquial del poble i rebent llegats testamentaris de la gent del lloc. Al segle xiv s'inicià un plet entre els parroquians del terme i l'abat a causa dels carnalatges i primícies de llana que els habitants de Gréixer es negaven a pagar. Al segle xviii ja era sufragània de Sant Martí del Puig. La construcció del segle xii és la que es conserva amb els arranjaments realitzats durant la restauració realitzada el 1957.

## Edifici
La construcció de l'església presenta una nau única rectangular amb volta de canó d'arc de mig punt i un absis semicircular en la part de la capçalera situada a l'est, cobert amb volta de quart d'esfera.
La part exterior té una teulada a dues aigües amb teula àrab i de pissarra a l'absis, així com un petit campanar d'espadanya que es troba sobre el mur als peus del temple amb dues obertures d'arc de mig punt, en els quals se situen les campanes. La il·luminació s'obté a través d'unes finestres de doble vessant, distribuïdes en els murs i al centre de l'absis, totes d'arc de mig punt.
La porta d'entrada forma amb les seves dovelles un arc de mig punt i està situada sobre el mur nord. En la restauració realitzada el 1957 es va reposar la porta de fusta amb adorns de ferreria en espiral típics de l'època romànica.